# Eustache de Fly
 (juin 2016).
Si vous disposez d'ouvrages ou d'articles de référence ou si vous connaissez des sites web de qualité traitant du thème abordé ici, merci de compléter l'article en donnant les références utiles à sa vérifiabilité et en les liant à la section « Notes et références ».
Pour les articles homonymes, voir Saint Eustache, Saint-Eustache et Eustache.
Eustache de Fly, l'un des saint Eustache, (né v. 1178 dans le Beauvaisis - mort le 7 septembre 1211, à l'abbaye Saint-Germer-de-Fly, dans l'Oise), fut un religieux bénédictin français de la fin du XIIe et du début du XIIIe siècle. Abbé de Saint-Germer-de-Fly, il doit sa renommée à son activité de prédicateur.

## Biographie
Natif du Beauvaisis, Eustache est ordonné prêtre par l'évêque, Philippe de Dreux, qui gouverne le diocèse de 1175 à 1217 et devient son secrétaire.

### L'abbé de Saint-Germer-de-Fly
À la mort de l'abbé Hugues le Pauvre, en 1200, les moines de l'abbaye cistercienne de Fly (Saint-Germer) choisissent Eustache comme supérieur. « Nous avons élu votre secrétaire, homme honorable, simple et droit, à qui on rend témoignage de toutes parts » écrivent-ils à Philippe de Dreux.
Eustache se rend donc à Beauvais et promet obéissance et soumission à l'évêque dans sa cathédrale. Il faut préciser que ce rite est particulier à l'abbaye de Saint-Germer, car habituellement un monastère jouit de « l'exemption », c’est-à-dire d'une grande autonomie par rapport à l'évêque du diocèse ; mais dans le cas présent, tous les biens du monastère appartiennent à l'évêché de Beauvais. L'abbaye ayant été abandonnée pendant une cinquantaine d'années après les invasions normandes, le roi les avait attribuées à l'évêché afin que les terres ne soient pas spoliées. L'abbé de Saint-Germer est donc vassal de l'évêque de Beauvais et cette situation va durer jusqu'à la disparition du monastère à la Révolution.

### Le prédicateur en Languedoc contre les Albigeois
Les Albigeois sont les adeptes de la secte cathare, constitués en véritable contre-église avec diacres, évêques et conciles, dont la doctrine est évidemment étrangère au christianisme, mais qui rencontre un grand succès auprès des populations du Languedoc, mettant en péril l'existence même de l'Église.
Leur expansion rapide conduit bientôt les papes et les évêques à y envoyer des prédicateurs, afin d'instruire dans la foi chrétienne toute cette région déchristianisée. Ils font alors appel à des bénédictins, des cisterciens ou encore des prémontrés. Philippe de Dreux, l'évêque de Beauvais, y envoie en mission Eustache qui doit alors interrompre ainsi son abbatiat.
Cette action « pédagogique », bien plus conforme à l'Évangile, précède de quelques années la Croisade contre les Albigeois déclenchée par le Pape Innocent III, ardent défenseur de la foi, qui ravagera le pays quelques années plus tard et à laquelle participera en 1213 puis en 1215, Philippe de Dreux, évêque, certes, mais aussi prélat guerrier et aventureux.

### Le Légat apostolique en Angleterre
La prédication d'Eustache en Languedoc obtient quelques résultats qui attirent sur lui l'attention du pape. Innocent III envoie Eustache en Angleterre comme légat apostolique, à Cantorbéry d'abord. Il est tout de suite mal accepté surtout lorsqu'il cherche à persuader les nobles de laisser leurs manants bénéficier du repos du dimanche.
Eustache revient à Saint-Germer, mais Innocent III lui intime l'ordre de retourner en Angleterre, à York cette fois, comme prédicateur. Là, il réussit à faire respecter la journée de dimanche comme jour de repos pour les travailleurs. Il est aussi l'initiateur de l'usage de garder une lampe allumée, près du tabernacle des églises.

De même il encourage l'institution de « charités », ces équipes de chrétiens qui se dévouent pour ensevelir dignement les indigents. Mais le roi Richard Cœur de Lion s'oppose à la poursuite de ses activités, car toute association de gens du peuple est ressentie comme un complot et un danger par les nobles.

### Sa mort
Épuisé par ces missions de prédicateur, Eustache revient à Saint-Germer. Il se consacre désormais au gouvernement de son abbaye et ce, jusqu'à sa mort le 7 septembre 1211.
Les moines l'ensevelissent au milieu de la nef de l'abbatiale, à l'endroit où une petite plaque ronde de marbre noir, posée à la fin du XIXe siècle indique encore aujourd'hui : « Hic quondam requievit stus eustachius abbas »  (ici jadis reposa saint Eustache, abbé).
Son corps n'est plus à cet endroit. Quand Pierre de Wessencourt, abbé de 1259 à 1272, fait édifier la Sainte-chapelle de Saint-Germer, il y fait transporter ses restes.
À cette époque, l'Église ne procédait pas encore à des procès de canonisation; un moine, dont les qualités de sainteté étaient reconnues, était désigné comme saint par l'usage de mentionner un résumé de sa vie dans les « martyrologes » lus dans les réfectoires des monastères. Saint Eustache y figura aussitôt !
Il existait un reliquaire de Saint-Eustache datant du XIXe siècle, mais les reliques ont été volées en 1993.